# Maryam

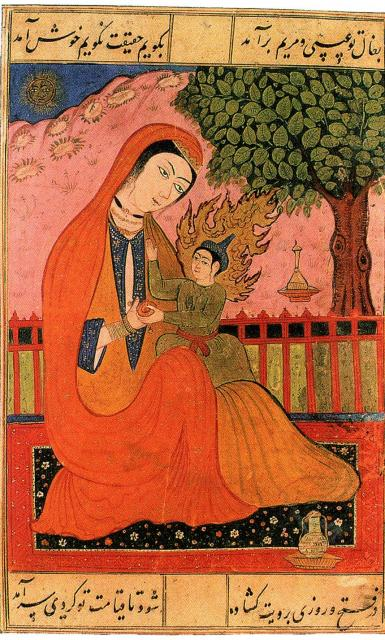
Die Heilige Maryam mit ihrem Sohn Isa, alte persische Miniatur.

Maryam, Mariam, Meryem oder Marjam, arabisch مريم, reichsaramäisch ܡܪܝܡ, ist die aramäische, amharische und arabische Abwandlung des weiblichen Vornamens Miriam (vgl. Maria). Unter Musliminnen ist es ein sehr häufiger Vorname. Er geht zurück auf die biblische Maria, die nach dem Neuen Testament als Jungfrau Maria die Mutter des Messias Jesus (Isa al-Masih) ist. In der außerkoranischen Literatur im Islam heißt sie (Maryam al-ʿaḏrāʾ (al-batūl)): die Jungfrau Maryam.

## Maryam im Koran
Der Koran räumt der Mutter Jesu breiten Raum ein. Eine ganze Sure aus mittelmekkanischer Zeit, Sure 19, trägt ihren Namen. Dort wird berichtet, wie sie unter einer Palme einen Sohn namens ʿĪsā ibn Maryam (‚Jesus, Sohn der Maria‘) gebiert. Die aus dem gleichen Zeitraum stammende Sure 21 berichtet von der Jungfrauengeburt: „Und der, die ihre Keuschheit wahrte, hauchten Wir von Unserem Geist ein und machten sie und ihren Sohn zu einem Zeichen für die Welten.“ (21:91)
In Sure 3, die der medinischen Zeit zugerechnet wird, ist die Erwählung Marias durch Gott beschrieben: „O Maria, siehe, Gott hat dich auserwählt und gereinigt und erwählt vor den Frauen der Welten.“ (3:42) Ein Vers in Sure 5 wendet sich direkt gegen übertriebene Marienverehrung: „Und (damals), als Gott sagte: ‚Jesus, Sohn der Maria!‘ Hast du (etwa) zu den Leuten gesagt: ‚Nehmt euch außer Gott mich und meine Mutter zu Göttern!‘“ (5:116)
Die augenfälligste Übereinstimmung der koranischen Darstellung Maryams mit der christlichen Überlieferung zu Maria betrifft die Jungfräulichkeit der Mutter Jesu. Probleme ergeben sich allerdings hinsichtlich der genealogischen und zeitlichen Einordnung Maryams. Während sie einerseits in Sure 19:28 als „Schwester Haruns“, des biblischen Aarons, angesprochen wird und allgemein als Tochter ʿImrāns (des biblischen Amram, des Vaters von Mose) erscheint, ist sie andererseits die Mutter ʿĪsās und wächst in der Obhut von Zakarīyā (Zacharias) auf (Sure 3:37). In der älteren Forschung wurde dies als eine Verwechslung der Mutter Jesu mit der Prophetin Mirjam, der Schwester Moses und Aarons betrachtet, neuere Studien tendieren dagegen dazu, die Verbindung der beiden Figuren im Koran als Typologie zu interpretieren. In der islamischen Tradition selbst wird versichert, dass zwischen dem biblischen Amram und dem Vater der Maryam 1.800 Jahre liegen.

## Verehrung Maryams im Islam
Die Muslime verehren Jesus als den letzten Propheten vor Mohammed. Deswegen genießt auch Maria besonderes Ansehen. Sie gehört nach islamischer Auffassung als jungfräuliche Mutter Jesu zu den von Gott auserwählten Menschen. Sie gilt als eine der „besten Frauen“, neben Khadija, der ersten Frau Mohammeds, und Fatima, seiner Tochter. Insofern ist sie Vorbild für alle Frauen im Islam. Das Konzept der Mutter Gottes ist dem Islam jedoch völlig wesensfremd.
Oftmals wird die Meinung vertreten, dass nach koranischer Auffassung Maryam neben Gott und Jesus Bestandteil der christlichen Trinität sei. Dem entgegnen manche islamische Theologen, der entsprechende Vers setze Maria und Jesus nicht im trinitarischen Sinne gleich. Vielmehr seien hier verschiedene Formen übertriebener und somit abzulehnender Verehrung gekennzeichnet, nämlich einmal die Annahme einer Trinität mit dem Fokus auf der göttlichen Natur Jesu und zum anderen die Marienverehrung. Die Kritik beziehe sich demnach darauf, dass man Maria im Rahmen der Marienverehrung und Jesus im Rahmen der Trinität göttliche Eigenschaften zuschreibe, die nur Gott selber zustünden. Da nach klassischer islamischer Auffassung jede Form des Gottesdienstes direkt an Gott zu richten sei, werde hier das Konzept eines Schutzpatrons neben Gott in Form von Jesus, Maria oder einem Heiligen als eine Form der Beigesellung (Schirk) abgelehnt.
Im Islam erfährt Maria demnach eine andere Art der Verehrung als im Christentum.

## Marienhaus in der Türkei
Die auf die Schriften Clemens Brentanos zurückgehende Verehrung des Hauses der Mutter Maria (türkisch Meryem ana evi) bei Ephesos nahe der Ortschaft Selçuk in der heutigen Türkei zieht neben christlichen auch zahlreiche islamische Pilger an. Der Besuch des Heiligtums kann in bestimmten Lokaltraditionen für manche Personengruppen (besonders Mittellose und Frauen) die Wallfahrt nach Mekka ersetzen.

## Namensträgerinnen
- Maryam Blumenthal (* 1985), deutsche Politikerin
- Maryam d’Abo (* 1960), britische Schauspielerin
- Khola Maryam Hübsch (* 1980), deutsche Journalistin und Publizistin
- Maryam Yahya Ibrahim Ishaq (* 1987)
- Maryam Mirzakhani (1977–2017), iranische Mathematikerin
- Maryam Mohebbi (* 2000), iranische Sprinterin
- Maryam Moshiri (* 1977), britische Fernsehmoderatorin
- Maryam Motallebzadeh (* 1960), iranisch-deutsche Malerin
- Maryam Namazie (* 1966), iranische Bürgerrechtlerin
- Maryam Rajavi (* 1953), iranische Politikerin
- Marjam Samadzade (* 1973), deutsche Richterin und politische Beamtin
- Maryam Zaree (* 1983), deutsche Schauspielerin